# F̀
La F con acento grave (Mayúscula: F̀ minúscula: f̀), es un grafema del alfabeto latino utilizado en la romanización del alfabeto cirílico ISO 9. Esta es la letra F diacrítica con acento grave.

## Uso
El estándar de transliteración del alfabeto cirílico ISO 9 utiliza 'f̀' para representar la letra 'Ѳ' (fita).

## Codificación
La F con acento grave se puede representar con los siguientes caracteres en Unicode
| forma     | representación | Código        | descripciones                             |
| --------- | -------------- | ------------- | ----------------------------------------- |
| Mayúscula | F̀              | U+0046 U+0300 | letra mayúscula latina f con acento grave |
| minúscula | f̀              | U+0066 U+0300 | letra minúscula latina f con acento grave |